# Dasispermum hispidum
Dasispermum hispidum är en växtart i släktet Dasispermum och familjen flockblommiga växter. Den är en ettårig ört som är endemisk i Sydafrika.